# Nati nel 1905/Marzo
| Questa pagina contiene informazioni ricavate automaticamente dalle voci biografiche con l'ausilio del template Bio e di un bot. L'aggiornamento è periodico e automatico e ricostruisce completamente la pagina. Se manca una persona in questa lista, sei pregato di non aggiungerla, ma accertati piuttosto che la sua voce biografica contenga il template Bio e che i dati anagrafici siano correttamente compilati. Se il template Bio manca, inseriscilo tu stesso o, in alternativa, metti l'avviso {{tmp\|Bio}} che ne segnala la mancanza. Se i dati riportati sono sbagliati, correggi direttamente la voce biografica; le modifiche saranno visibili in questa lista entro pochi giorni. Per chiarimenti vedi il progetto biografie. La lista contiene solo le 147 persone che sono citate nell'enciclopedia e per le quali è stato implementato correttamente il template Bio. Pagina aggiornata al 10 ago 2025. |

- 1º marzo - Angelo Bianchi, veterinario e agronomo italiano († 1960)
- 1º marzo - Guglielmo d'Assia-Philippsthal-Barchfeld, nobile († 1942)
- 1º marzo - Enrico Pedrotti, fotografo italiano († 1965)
- 1º marzo - Giovanni Tassoni, antropologo italiano († 2000)
- 1º marzo - József Turay, calciatore ungherese († 1963)
- 1º marzo - Álvaro Ribeiro, filosofo portoghese († 1981)
- 2 marzo - Marc Blitzstein, compositore, paroliere e librettista statunitense († 1964)
- 2 marzo - Giovanni Colombo, calciatore italiano
- 2 marzo - Herbert Gerigk, musicologo tedesco († 1996)
- 2 marzo - Geoffrey Grigson, poeta britannico († 1985)
- 2 marzo - Gisa Radicchi Levi, montatrice italiana († 1985)
- 2 marzo - Antonio Zambotto, calciatore e arbitro di calcio italiano († 1984)
- 3 marzo - Ambrogio Beretta, ciclista su strada italiano († 1988)
- 3 marzo - Marie Glory, attrice francese († 2009)
- 4 marzo - Bortolo Castellani, militare italiano († 1941)
- 4 marzo - Pietro Lavè, calciatore italiano
- 4 marzo - Antonio Lella, calciatore italiano († 1932)
- 4 marzo - Armando Martins, calciatore portoghese († 1961)
- 4 marzo - Jorge Pardón, calciatore peruviano († 1977)
- 4 marzo - Casimiro Torres, calciatore cileno († 1977)
- 4 marzo - Hipolito Vacchiano Garcìa, presbitero spagnolo († 1956)
- 5 marzo - László Benedek, regista, sceneggiatore e produttore cinematografico ungherese († 1992)
- 5 marzo - Nino Bonanni, attore e doppiatore italiano († 1975)
- 5 marzo - Carlo Cammarota, pianista, compositore e direttore d'orchestra italiano († 1990)
- 5 marzo - Riccardo Cornolti, calciatore e organaro italiano († 1963)
- 5 marzo - Marcel Faure, schermidore francese († 1984)
- 5 marzo - Paulo Ghiglia, pittore italiano († 1979)
- 6 marzo - Arnaldo Clausi Schettini, medico e politico italiano († 1963)
- 6 marzo - Friederich Franzl, calciatore austriaco († 1989)
- 6 marzo - Romana Mischi, artista e scrittrice italiana († 1973)
- 6 marzo - Deoclecio Redig de Campos, storico dell'arte brasiliano († 1989)
- 6 marzo - Bob Wills, musicista e cantante statunitense († 1975)
- 8 marzo - Alajos Keserű, pallanuotista ungherese († 1965)
- 8 marzo - Christine e Léa Papin, criminale francese († 1937)
- 8 marzo - Aleksandr Il'ič Rodimcev, generale sovietico († 1977)
- 9 marzo - Ugo Guandalini, editore e scrittore italiano († 1971)
- 9 marzo - Félix Labisse, pittore francese († 1982)
- 9 marzo - Héctor Lucchetti, schermidore argentino
- 9 marzo - Elio Steiner, attore italiano († 1965)
- 9 marzo - Rex Warner, scrittore e traduttore britannico († 1986)
- 10 marzo - Betty Amann, attrice tedesca († 1990)
- 10 marzo - Richard Haydn, attore e regista britannico († 1985)
- 10 marzo - Charles Pasche, calciatore svizzero († 1958)
- 11 marzo - Bice Bisordi, scultrice italiana († 1998)
- 11 marzo - Francisco Da Silva Marques, calciatore portoghese († 1968)
- 12 marzo - Mario dell'Arco, architetto e poeta italiano († 1996)
- 12 marzo - Mario Calzolari, calciatore italiano († 1951)
- 12 marzo - Tommy Graham, calciatore inglese († 1983)
- 12 marzo - Allan Roberts, musicista statunitense († 1966)
- 12 marzo - Takashi Shimura, attore giapponese († 1982)
- 12 marzo - Alfred Zampa, ingegnere statunitense († 2000)
- 13 marzo - Vittorio Emanuele Boeri, editore, medaglista e militare italiano († 1941)
- 13 marzo - Arnaldo Mori, pittore italiano († 1981)
- 13 marzo - Gerard Broadmead Roope, militare inglese († 1940)
- 13 marzo - John Rymill, esploratore australiano († 1968)
- 13 marzo - Arvid Syrrist, calciatore norvegese († 1997)
- 14 marzo - Raymond Aron, filosofo, sociologo e storico francese († 1983)
- 14 marzo - Saverio Seracini, compositore, chitarrista e direttore d'orchestra italiano († 1969)
- 14 marzo - Ben Dova, attore, circense e comico statunitense († 1986)
- 15 marzo - Carl Curtis, politico statunitense († 2000)
- 15 marzo - Mário de Carvalho, calciatore portoghese
- 15 marzo - Virgilio Titone, storico, scrittore e critico letterario italiano († 1989)
- 15 marzo - Margaret Webster, attrice e regista teatrale britannica († 1972)
- 16 marzo - Carlo Andrei, antifascista, partigiano e politico italiano († 1994)
- 16 marzo - Elisabeth Flickenschildt, attrice tedesca († 1977)
- 16 marzo - Marco Giuntelli, ciclista su strada italiano († 1964)
- 16 marzo - William Miller, canottiere statunitense († 1985)
- 16 marzo - Manuel Rodrigues, calciatore portoghese
- 17 marzo - Albert Madörin, bobbista svizzero († 1960)
- 17 marzo - Duilio Segoni, calciatore italiano († 1983)
- 17 marzo - Lisa Sergio, giornalista e scrittrice italiana († 1989)
- 18 marzo - Robert Donat, attore britannico († 1958)
- 18 marzo - Benny Friedman, allenatore di football americano e giocatore di football americano statunitense († 1982)
- 18 marzo - Antonio Lanza, arcivescovo cattolico italiano († 1950)
- 18 marzo - Angelo Mangini, chimico italiano († 1988)
- 18 marzo - Decio Scuri, allenatore di pallacanestro e dirigente sportivo italiano († 1980)
- 18 marzo - Thomas Townsend, fisico statunitense († 1985)
- 19 marzo - Charlie Delahay, hockeista su ghiaccio canadese († 1973)
- 19 marzo - Mario Francisco Fortunato, calciatore argentino († 1970)
- 19 marzo - Jacqueline Gallay, tennista francese († 1999)
- 19 marzo - Eugen Neutert, tedesco († 1943)
- 19 marzo - Joe Rollino, strongman, sollevatore e pugile statunitense († 2010)
- 19 marzo - Emilia Kuster Rosselli, giornalista italiana († 1958)
- 19 marzo - Albert Speer, architetto e politico tedesco († 1981)
- 19 marzo - Miguel Zacarías, regista, produttore cinematografico e scrittore messicano († 2006)
- 20 marzo - Raymond Cattell, psicologo britannico († 1998)
- 20 marzo - Mino Caudana, giornalista, sceneggiatore e autore televisivo italiano († 1974)
- 20 marzo - Mario Cometto, calciatore italiano († 1931)
- 20 marzo - Vera Panova, scrittrice russa († 1973)
- 21 marzo - Pedro Eugenio Aramburu, politico e generale argentino († 1970)
- 21 marzo - Joan Corominas, filologo spagnolo († 1997)
- 21 marzo - Claude W. Hibbard, paleontologo statunitense († 1973)
- 21 marzo - Hilde Konetzni, soprano austriaco († 1980)
- 21 marzo - Phyllis McGinley, scrittrice statunitense († 1978)
- 21 marzo - Sachiko Murase, attrice giapponese († 1993)
- 21 marzo - Nikolaj Semaško, arbitro di pallacanestro e dirigente sportivo sovietico († 1976)
- 22 marzo - Grigorij Michajlovič Kozincev, regista cinematografico e regista teatrale sovietico († 1973)
- 22 marzo - Heinrich Lebensaft, calciatore austriaco († 1991)
- 22 marzo - Slim Lonsdorf, cestista statunitense († 1987)
- 22 marzo - Ángel Melogno, calciatore uruguaiano († 1945)
- 22 marzo - Carlo Alberto Pizzini, compositore italiano († 1981)
- 23 marzo - Lale Andersen, cantante tedesca († 1972)
- 23 marzo - Paul Grimault, animatore francese († 1994)
- 23 marzo - Hugo Christiaan Hamaker, fisico olandese († 1993)
- 23 marzo - Boris Tenin, attore sovietico († 1990)
- 24 marzo - Karl John, attore tedesco († 1977)
- 25 marzo - Elisa Martinez, religiosa italiana († 1991)
- 25 marzo - Antonino Matranga, mafioso italiano († 1970)
- 25 marzo - Albrecht Mertz von Quirnheim, militare tedesco († 1944)
- 25 marzo - Pote Sarasin, politico thailandese († 2000)
- 25 marzo - Ernst Schmidt, progettista tedesco († 1993)
- 26 marzo - William Cagney, produttore cinematografico e attore statunitense († 1988)
- 26 marzo - Calogero Cicero, carabiniere italiano († 1945)
- 26 marzo - André Cluytens, direttore d'orchestra belga († 1967)
- 26 marzo - Herta Ehlert, militare tedesca († 1997)
- 26 marzo - Viktor Frankl, neurologo, psichiatra e filosofo austriaco († 1997)
- 26 marzo - Erich Oberdorfer, botanico e biologo tedesco († 2002)
- 26 marzo - Štěpán Trochta, cardinale e vescovo cattolico ceco († 1974)
- 27 marzo - Giovanni Bassanesi, fotoreporter, pacifista e antifascista italiano († 1947)
- 27 marzo - Leroy Carr, cantante, compositore e pianista statunitense († 1935)
- 27 marzo - Antonio Cremisini, politico italiano († 1989)
- 27 marzo - Rudolf Christoph Freiherr von Gersdorff, generale tedesco († 1980)
- 27 marzo - László Kalmár, matematico ungherese († 1976)
- 27 marzo - Elsie MacGill, ingegnera e attivista canadese († 1980)
- 27 marzo - Pio Rasponi, hockeista su pista italiano
- 27 marzo - Francesco Rodolico, mineralogista e linguista italiano († 1988)
- 28 marzo - Pandro S. Berman, produttore cinematografico statunitense († 1996)
- 28 marzo - René Maheu, insegnante e funzionario francese († 1975)
- 28 marzo - Marlin Perkins, zoologo e conduttore televisivo statunitense († 1986)
- 28 marzo - Jean-Pierre Weisgerber, calciatore lussemburghese († 1994)
- 29 marzo - Philip Ahn, attore statunitense († 1978)
- 29 marzo - Edward Burra, pittore britannico († 1976)
- 29 marzo - Polly Luce, attrice statunitense († 1973)
- 29 marzo - Ermelindo Magugliani, calciatore italiano
- 29 marzo - Raúl González Tuñón, poeta argentino († 1974)
- 30 marzo - Vittorio Bonello, calciatore e allenatore di calcio italiano († 1982)
- 30 marzo - Bruno Dugoni, calciatore italiano († 1959)
- 30 marzo - Ignazio Gardella, architetto, ingegnere e designer italiano († 1999)
- 30 marzo - Mikio Oda, triplista giapponese († 1998)
- 31 marzo - Girolamo Bartolomeo Bortignon, vescovo cattolico italiano († 1992)
- 31 marzo - Halvar Hermanson, compositore di scacchi svedese († 1991)
- 31 marzo - Doris Hill, attrice statunitense († 1976)
- 31 marzo - Amadeo Labarta, calciatore spagnolo († 1989)
- 31 marzo - Big Maceo Merriweather, pianista e cantante statunitense († 1953)
- 31 marzo - Josef Ochs, poliziotto tedesco († 1987)
- 31 marzo - Ugo Procacci, storico dell'arte e funzionario italiano († 1991)
- 31 marzo - Robert Stevenson, regista, sceneggiatore e produttore cinematografico britannico († 1986)